# Суннефельдт, Оскар
Оскар Суннефельдт (швед. Oskar Fredrik Sunnefeldt; род. 1998, Мёльндаль, Вестра-Гёталанд) — шведский гандболист, выступает за гандбольный клуб «Фриш Ауф Гёппинген» и сборную Швеции по гандболу. Серебряный призёр чемпионата мира 2021 года. Участник летних Олимпийских игр 2020 года.

## Карьера

### Клубная
Суннефельдт воспитанник гандбольного клуба «Савехоф». Именно в этой команде дебютировал в шведской лиге в 2016 году. В 2019 году выиграл чемпионат Швеции. В победном сезоне Оскар забил в общей сложности 229 голов и был признан лучшим новичком сезона. На один сезон перешёл в датский клуб первого дивизиона «Сённерйюск».
С 6 октября 2020 года — игрок немецкой бундеслиги в составе «Киля». Выиграл Лигу чемпионов КВЧ в декабре 2020 года, а также чемпионат Германии в 2021 году.
С сезона 2021/22 до 2024 года играл за «Лейпциг». В 2024 году перешёл в «Фриш Ауф Геппинген».

### Международная карьера в сборной
Дебютировал за первую сборную Швеции 19 июня 2019 года против Японии.
На чемпионате мира 2021 года выиграл серебряную медаль в составе национальной команды.
На летних Олимпийских играх 2020 года, в составе Швеции дошёл до четвертьфинала, где сборная уступила Испании 33:34.